# Joseph Acaba
Joseph Michael Acaba (ur. 17 maja 1967 w Inglewood w metropolii Los Angeles) – amerykański nauczyciel, hydrogeolog, członek korpusu astronautów NASA, załogant Międzynarodowej Stacji Kosmicznej. Pochodzenia portorykańskiego.

## Wykształcenie oraz służba wojskowa
- 1985 – ukończył szkołę średnią (Esperanza High School) w Anaheim, stan Kalifornia.
- 1990 – został absolwentem University of California w Santa Barbara, otrzymując licencjat z geologii.
- 1992 – na University of Arizona uzyskał tytuł magistra geologii. Później był hydrogeologiem w Los Angeles (Kalifornia). Pracował nad zagadnieniem zanieczyszczenia wód gruntowych.
- 1994–1996 – jako wolontariusz organizacji Korpus Pokoju pracował w szkole podstawowej w Dominikanie, gdzie zajmował się propagowaniem świadomości ekologicznej. Przeszkolił również ponad 300 nauczycieli w zakresie nowoczesnych metod nauczania.
- 1997–1998 – był zatrudniony w Karaibskim Centrum Badań Morskich (Caribbean Marine Research Center) mającym swoją siedzibę w dystrykcie Exumas na Bahamach. Później w Vero Beach na Florydzie w ramach projektu odtworzenia lasów mangrowych pracował jako koordynator odbudowy linii brzegowej.
- 1999–2004 – uczył m.in. matematyki w Melbourne High School oraz Dunnellon Middle School na Florydzie.

## Praca w NASA i kariera astronauty

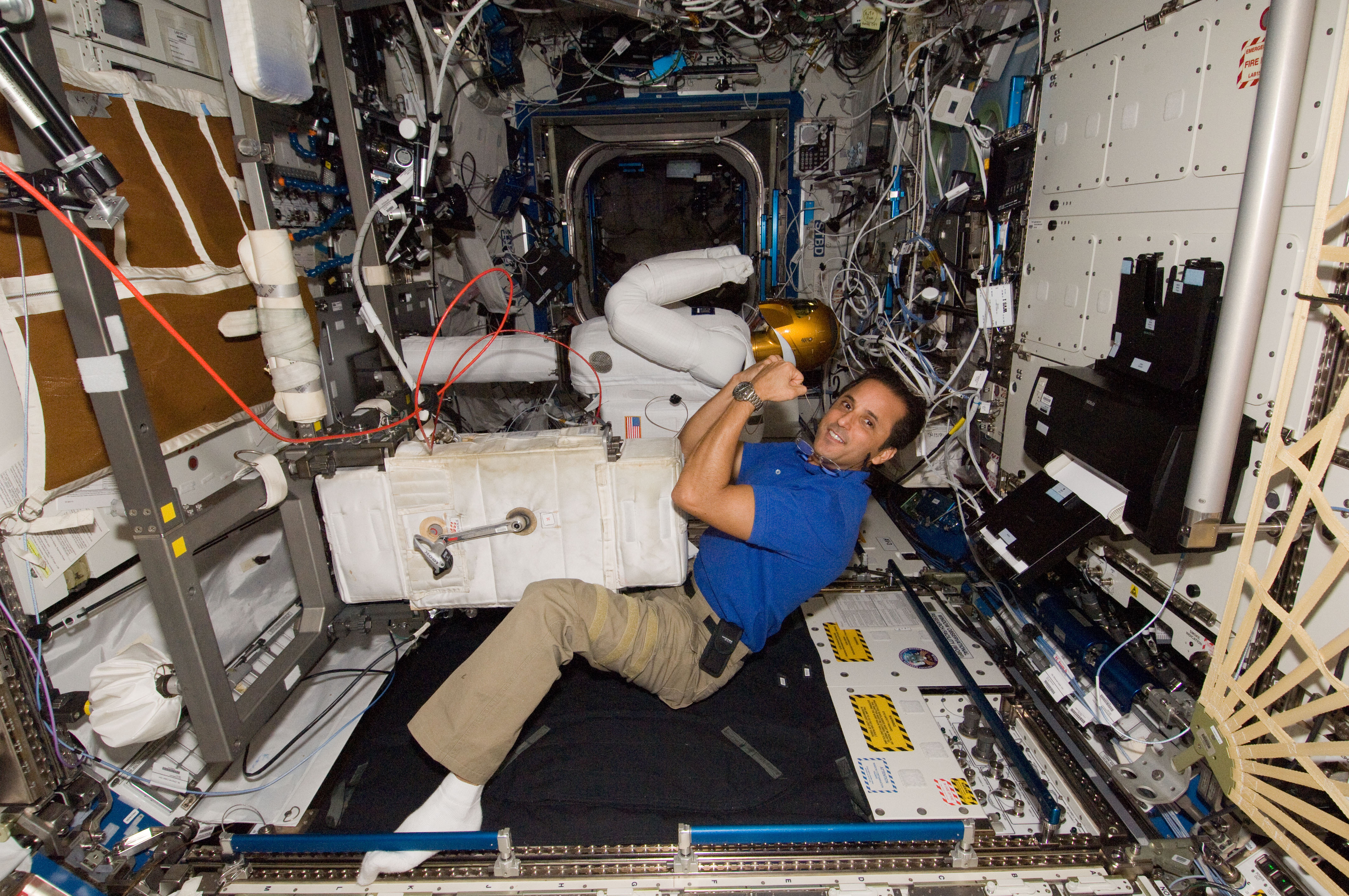
Joseph Acaba z Robonautą – Ekspedycja 31 na Międzynarodową Stację Kosmiczną.

- 2004 – 6 maja został przyjęty do korpusu amerykańskich astronautów (grupa NASA-19(inne języki)) jako kandydat na specjalistę misji-pedagoga. Joseph Acaba oraz Dorothy Metcalf-Lindenburger i Richard Arnold zostali wybrani do zespołu astronautów w ramach programu „Pedagog-astronauta” (Educator Astronaut Program). Przyznanie trójce nauczycieli statusu astronauty miało na celu zachęcenie młodzieży do zainteresowania się badaniami przestrzeni kosmicznej.
Jeszcze w tym samym roku rozpoczął szkolenie specjalistyczne, w ramach którego zapoznał się z budową Międzynarodowej Stacji Kosmicznej oraz promu kosmicznego. Przeszedł również trening przetrwania w warunkach ekstremalnych.
- 2006 – 10 lutego zakończył podstawowe szkolenie uzyskując uprawnienia specjalisty misji – pedagoga (Educator Mission Specialist). Później został skierowany do pracy w Biurze Astronautów NASA. Trafił do Wydziału Stacji Kosmicznej (Space Station Branch), gdzie w zespole ds. integracji sprzętu zajmował się rozwiązywaniem problemów technicznych jakie pojawiały się pomiędzy NASA a ESA.
- 2007 – w październiku powierzono mu funkcję specjalisty misji w załodze STS-119.
- 2009 – w dniach 15–28 marca uczestniczył w blisko 13-dniowej misji STS-119.
- 2012 – od 15 maja do 17 września wraz z Rosjanami Giennadijem Padałką i Siergiejem Rewinem uczestniczył w misji Sojuza TMA- 04M na Międzynarodową Stację Kosmiczną, gdzie był częścią Ekspedycji nr 31 i 32.

Stowarzyszenie Uczestników Lotów Kosmicznych (Association of Space Explorers) przyznało mu Universal Astronaut Insignia za lot orbitalny (nr 488).

## Wykaz lotów
| Loty kosmiczne, w których uczestniczył Joseph M. Acaba                   | Loty kosmiczne, w których uczestniczył Joseph M. Acaba | Loty kosmiczne, w których uczestniczył Joseph M. Acaba | Loty kosmiczne, w których uczestniczył Joseph M. Acaba | Loty kosmiczne, w których uczestniczył Joseph M. Acaba | Loty kosmiczne, w których uczestniczył Joseph M. Acaba | Loty kosmiczne, w których uczestniczył Joseph M. Acaba |
| Lp.                                                                      | Data startu                                            | Statek kosmiczny                                       | Data lądowania                                         | Statek kosmiczny                                       | Funkcja                                                | Czas trwania                                           |
| ------------------------------------------------------------------------ | ------------------------------------------------------ | ------------------------------------------------------ | ------------------------------------------------------ | ------------------------------------------------------ | ------------------------------------------------------ | ------------------------------------------------------ |
| 1                                                                        | 15 marca 2009                                          | STS-119 Discovery F-36                                 | 28 marca 2009                                          | STS-119 Discovery F-36                                 | specjalista misji                                      | 12 dni 19 godzin 29 minut i 33 sekundy.                |
| 2                                                                        | 15 maja 2012                                           | Sojuz TMA-04M                                          | 17 września 2012                                       | Sojuz TMA-04M                                          | inżynier pokładowy                                     | 124 dni 23 godziny 51 minut i 31 sekund                |
| Łączny czas spędzony w kosmosie – 137 dni 19 godzin 21 minut i 4 sekundy |                                                        |                                                        |                                                        |                                                        |                                                        |                                                        |